# Zemřít pro…
Zemřít pro… (v anglickém originále To Die For) je americko-kanadsko-britský filmový thriller z roku 1995. Režisérem filmu je Gus Van Sant. Hlavní role ve filmu ztvárnili Nicole Kidman, Matt Dillon, Joaquin Phoenix, Casey Affleck a Illeana Douglas.

## Ocenění
- Zlatý glóbus, nejlepší herečka - Nicole Kidman

Film byl dále nominován na cenu BAFTA, získal dalších 6 ocenění a 11 nominací.

## Obsazení
| Nicole Kidman   | Suzanne Stone-Maretto |
| Matt Dillon     | Larry Maretto         |
| Joaquin Phoenix | Jimmy Emmett          |
| Casey Affleck   | Russell Hines         |
| Illeana Douglas | Janice Maretto        |
| Alison Folland  | Lydia Mertz           |
| Dan Hedaya      | Joe Maretto           |
| Maria Tucci     | Angela Maretto        |
| Wayne Knight    | Ed Grant              |